# Ibn Abi Asrun
Xàraf-ad-Din Abu-Sad Abd-Al·lah ibn Muhàmmad ibn Híbat-Al·lah ibn Mutàhhar at-Tamimí al-Mawsilí al-Halabí ad-Dimaixqí, més conegut com a Ibn Abi-Asrun, fou el principal personatge religiós del segle xi a l'Orient Mitjà. Va néixer a Haditha el 1099 o 1100. Va ensenyar a diverses madrasses a Síria i Mesopotàmia i fou gran cadi de Síria. Cec el 1179/1180, va morir la tardor del 1189.